# Noordwestelijke Provincie
De Noordwestelijke Provincie (Singalees: Vayamba paḷāta; Tamil: Vaṭamel mākāṇam) is een provincie van Sri Lanka. De hoofdstad is Kurunegala en de provincie heeft 2.169.892 inwoners (2001). Andere belangrijke steden zijn Chilaw en Puttalam.
Een ruime meerderheid van de bevolking bestaat uit Singalezen, met rondom Puttalam een grote minderheid Sri Lankaanse Moren.
De provincie bestaat uit twee districten, dit zijn:
- Kurunegala
- Puttalam

Centrale Provincie (Kandy · Matale · Nuwara Eliya) · Oostelijke Provincie (Ampara · Batticaloa · Trincomalee) · Noordelijke Centrale Provincie (Anuradhapura · Polonnaruwa) · Noordelijke Provincie (Jaffna · Kilinochchi · Mannar · Mullaitivu · Vavuniya) · Noordwestelijke Provincie (Kurunegala · Puttalam) · Sabaragamuwa (Kegalle · Ratnapura) · Uva (Badulla · Moneragala) · Westelijke Provincie (Colombo · Gampaha · Kalutara) · Zuidelijke Provincie (Galle · Hambantota · Matara)